# Hôtel de ville de Mutzig
L'hôtel de ville de Mutzig est un monument historique situé à Mutzig, dans le département français du Bas-Rhin.

## Localisation
Ce bâtiment est situé au 4, rue de l'Église à Mutzig.

## Historique
L'édifice fait l'objet d'une inscription au titre des monuments historiques depuis 1934.

## Architecture

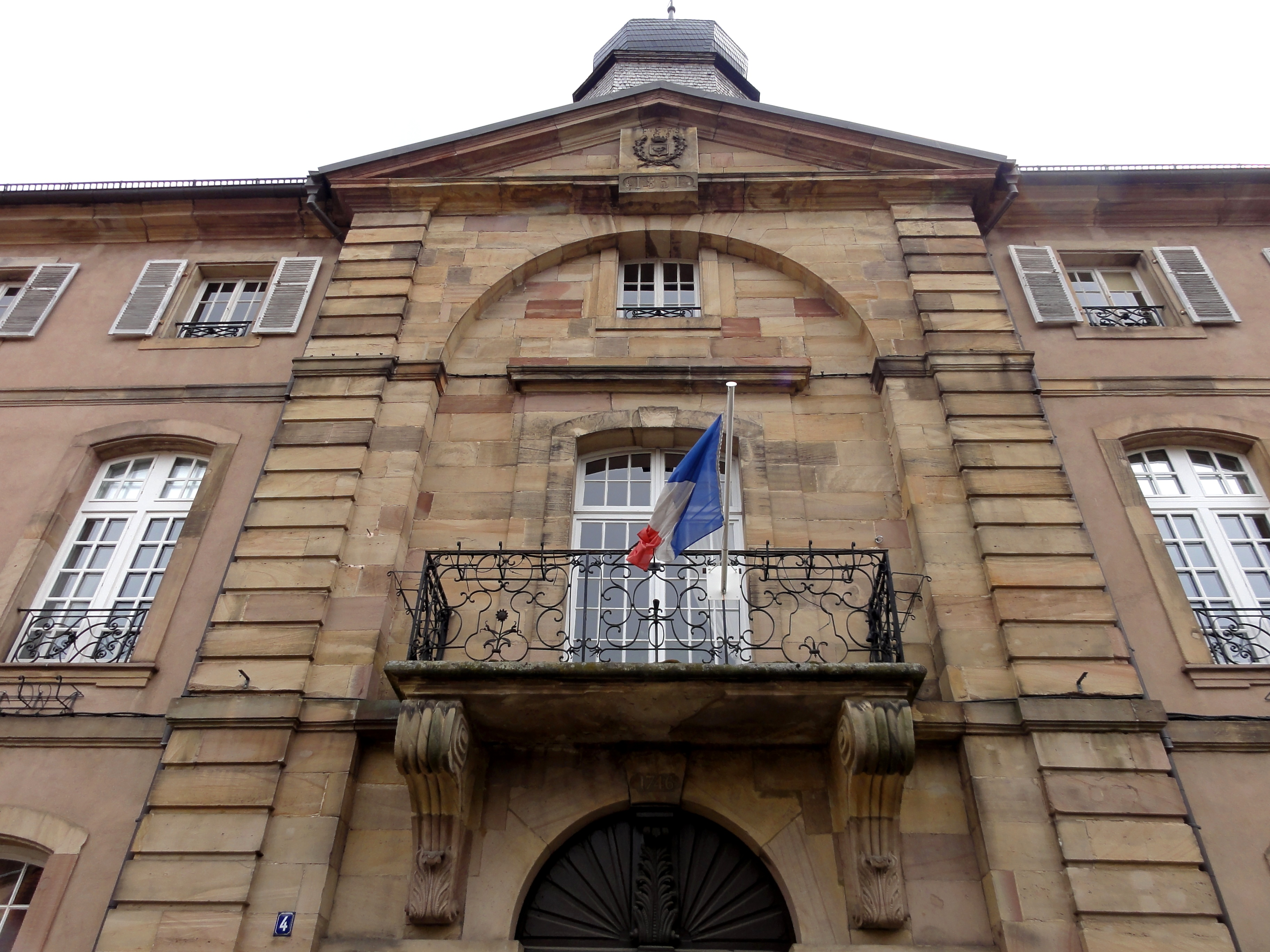
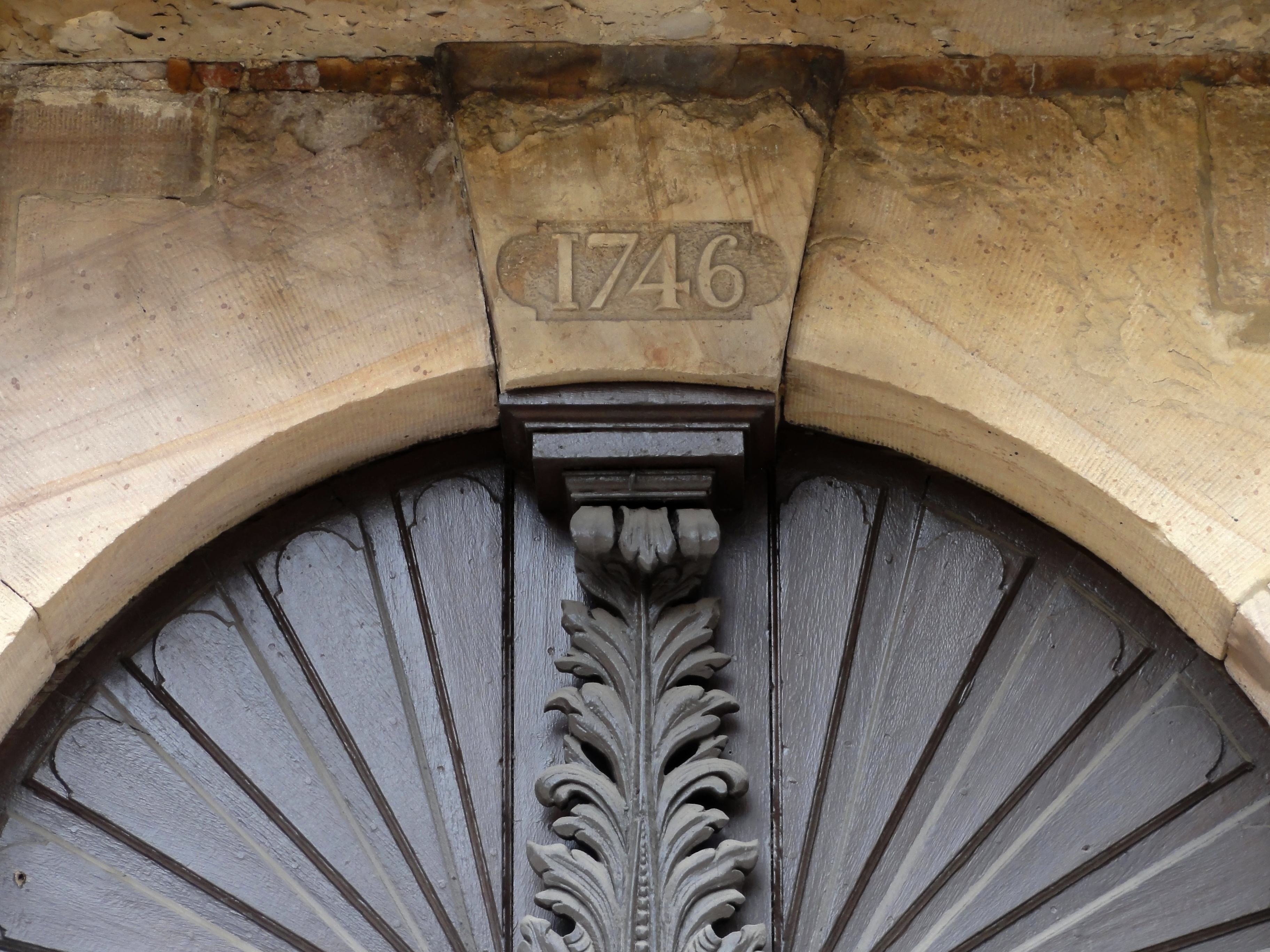
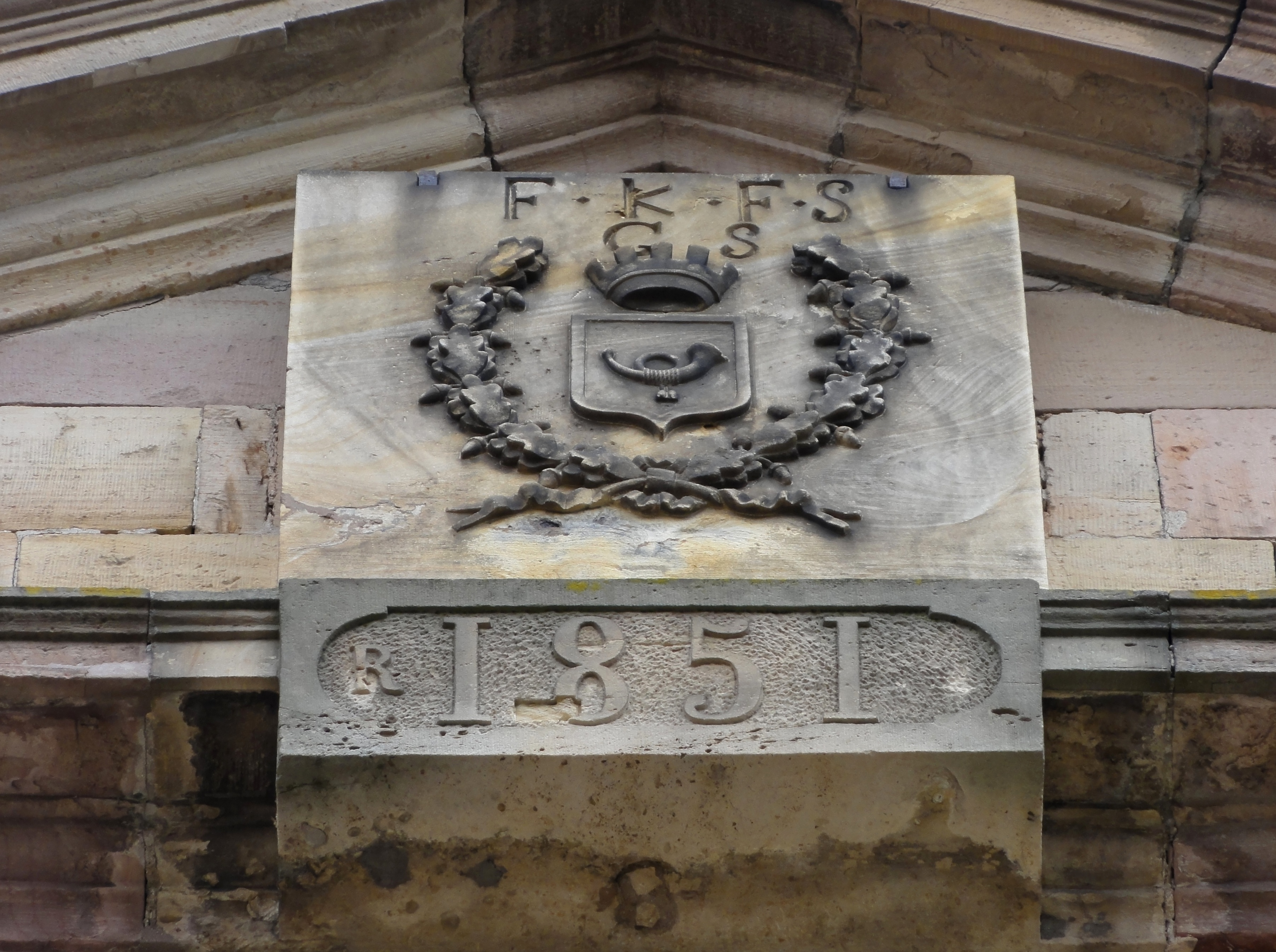
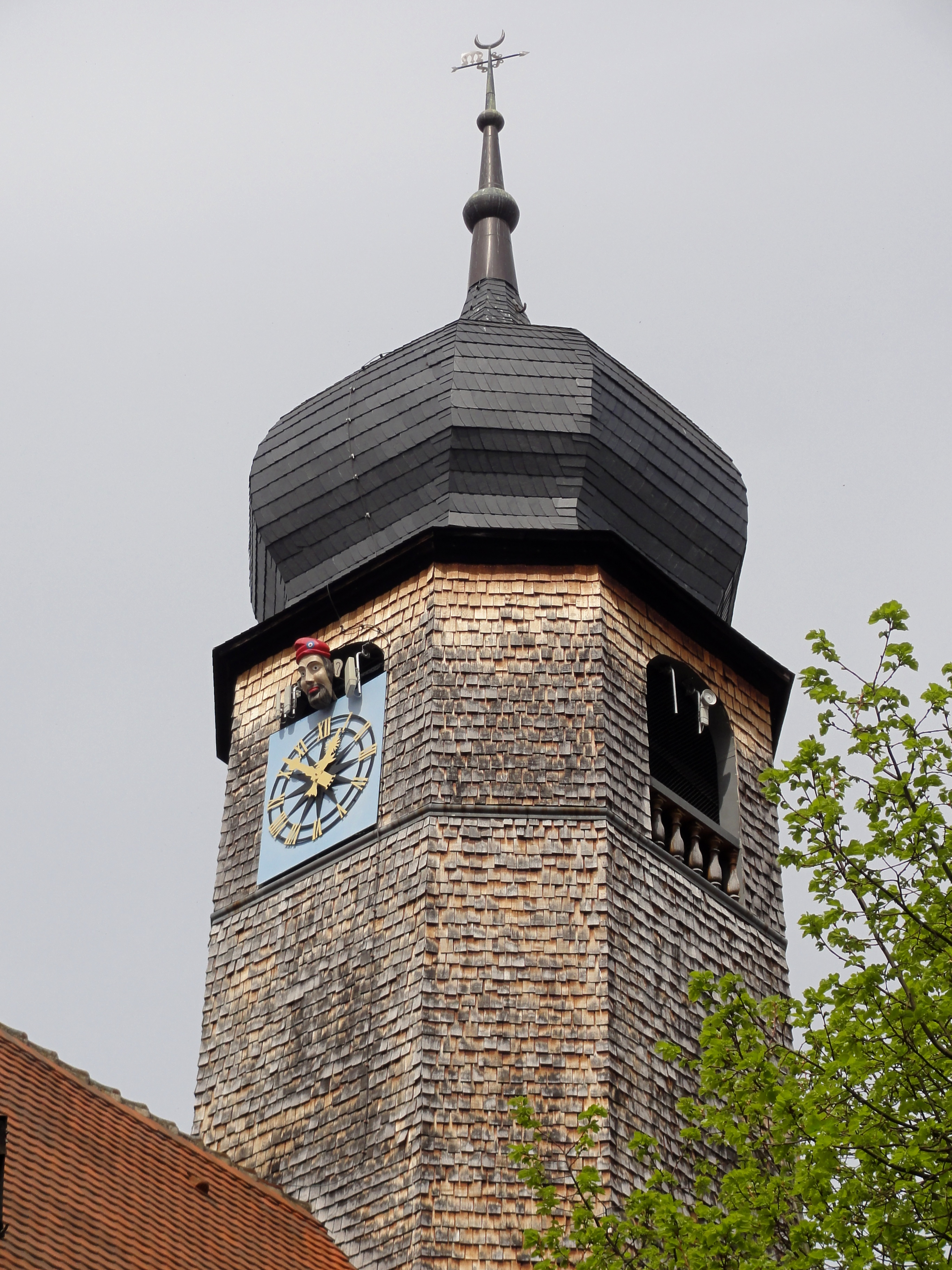
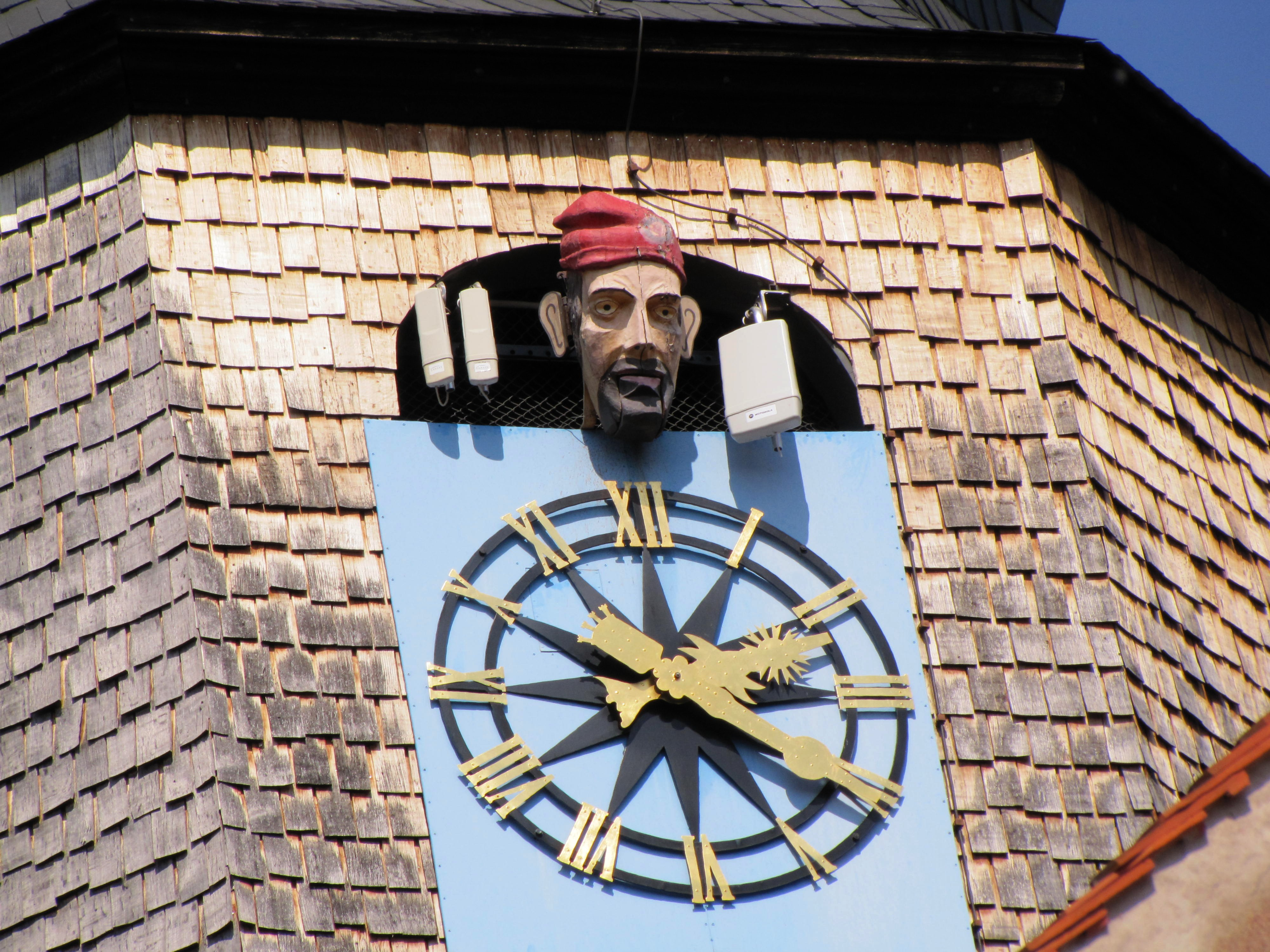